# Lithocarpus hancei
Lithocarpus hancei ist eine Pflanzenart aus der Gattung der Lithocarpus in der Familie der Buchengewächse (Fagaceae). Sie kommt im Osten und Süden Chinas sowie auf Taiwan vor.

## Beschreibung

### Erscheinungsbild und Rinde
Lithocarpus hancei wächst als immergrüner Baum und erreicht Wuchshöhen von 15 Metern, selten mehr. Die vegetativen Pflanzenteile sind kahl. Die Zweige haben eine kahle, gelbbraun bis grau gefärbte Rinde, die meist von einer dünnen, durchsichtigen Wachsschicht bedeckt ist.

### Blatt
Die Laubblätter sind wechselständig und spiralig an den Zweigen angeordnet. Der Blattstiel ist 0,5 bis 4 Zentimeter lang. Die einfache, dünn papierartige bis dick ledrige Blattspreite ist bei einer Länge von 5 bis 10 Zentimeter sowie einer Breite von 2,5 bis 5 Zentimeter eiförmig, elliptisch-eiförmig bis fast elliptisch oder lanzettlich. Die Spreitenspitze ist abgerundet, stumpf, spitz zulaufend oder spitz. Die Blattspreite ist gleichmäßig gefärbt und weist bei Trockenheit einen weißen Belag auf der Oberseite auf. Vom Hauptnerv gehen auf jeder Seite sechs bis 13 dünne, deutlich erkennbar Seitennerven ab. Der Blattrand ist ganzrandig und mehr oder weniger zurückgebogen. Es sind Nebenblätter vorhanden.

### Blütenstand und Blüte
Lithocarpus hancei ist einhäusig-getrenntgeschlechtig (monözisch). Die Blütezeit erstreckt sich von Juli bis August und die Samen reifen vom August bis November des Folgejahres. Die männlichen Blütenstände sind rispenförmig, manchmal gedreht und werden nur selten länger als 10 Zentimeter. Manchmal werden im männlichen Blütenstand auch weibliche Blüten gebildet. Die weiblichen Blütenstände stehen gehäuft an den Zweigenden und enthalten meist drei bis fünf, selten nur von einer Blüte.

### Fruchtstand und Frucht
Der 6 bis 8 Zentimeter lange Fruchtstand besitzt eine etwa 8 Millimeter dicke Rhachis. Der flach schalen- bis tellerförmige Fruchtbecher (Cupula) bedeckt bei einer Höhe von 3 bis 7 Millimeter und einem Durchmesser von 1 bis 2 Zentimetern rund ein Drittel der Nussfrucht. Die Nussfrüchte sind bei einer Länge von 0,8 bis 2 Zentimeter und einem Durchmesser von 0,6 bis 2,5 Zentimeter abflacht kugelig, halbkugelig oder breit konisch mit einem abgerundeten, zugespitzten oder nur selten abgeflachten oberen Ende.

## Vorkommen
Das natürliche Verbreitungsgebiet von Lithocarpus hancei umfasst die chinesischen Provinzen Fujian, Guangdong, Guangxi, Guizhou, Hainan, Hubei, Jiangxi, Sichuan, Yunnan und Zhejiang, sowie Taiwan.
Lithocarpus hancei besiedelt verschiedene Habitate bis in Höhenlagen von 2600 Metern.

## Systematik
Die Erstbeschreibung als Quercus hancei erfolgte 1861 durch George Bentham in Flora Hongkongensis, S. 322. 1919 wurde diese Art von Alfred Rehder in Journal of the Arnold Arboretum, 1 (2), S. 127 in die Gattung Lithocarpus gestellt.
Synonyme für Lithocarpus hancei (Benth.) Rehder sind unter anderem Cyclobalanopsis ternaticupula (Hayata) Kudo, Cyclobalanus hancei (Benth.) Oerst., Cyclobalanus ternaticupula (Hayata) Nakai, Lithocarpus arisanensis (Hayata) Hayata, Lithocarpus jingdongensis Y.C.Hsu & H.J.Qian, Lithocarpus matsudai Hayata, Lithocarpus mupinensis (Rehder & E.H.Wilson) A.Camus, Lithocarpus omeiensis A.Camus, Lithocarpus subreticulatus (Hayata) Hayata, Lithocarpus ternaticupulus (Hayata) Hayata, Pasania confertifolia Hu, Pasania hancei (Benth.) Schottky, Pasania rhododendrophylla Hu, Quercus arisanensis Hayata, Quercus subreticulata Hayata, Quercus ternaticupula Hayata, Synaedrys hancei (Benth.) Koidzumi und Synaedrys kuaruensis Tomiya.